# System Shock
System Shock é um jogo eletrônico estilo RPG de ação em primeira pessoa, desenvolvido pela Looking Glass Technologies em 1994 e publicado pela Origin Systems.
Foi dirigido por Doug Church e teve Warren Spector como produtor. O jogo se passa a bordo de uma estação espacial em uma visão cyberpunk do ano 2072. Assumindo o papel de um hacker anônimo, o jogador tenta atrapalhar os planos de uma inteligência artificial malévola chamada SHODAN. O motor 3D, a simulação de física e a jogabilidade complexa de System Shock foram citados do como inovadores e influentes. Os críticos elogiaram System Shock e o saudaram como um grande avanço em seu gênero. Mais tarde, foi colocado no "hall of fame".
O jogo foi um sucesso comercial moderado, com vendas superiores a 170.000 cópias; ainda assim, a Looking Glass teve prejuízo financeiro com o projeto.
A sequência, System Shock 2, foi lançada pela Looking Glass Studios e desenvolvida pela Irrational Games em 1999.
Os jogos Deus Ex, de 2000, e BioShock, de 2007, são considerados sucessores espirituais da série System Shock.

## Jogabilidade
System Shock apresenta uma perspectiva de primeira pessoa em um ambiente gráfico tridimensional (3D). O jogo se passa no interior de uma grande estação espacial com vários andares, e os jogadores devem explorá-la, combater inimigos e resolver quebra-cabeças. O progresso é majoritariamente não-linear e o jogo é projetado para permitir uma jogabilidade emergente. Assim como ocorre em Ultima Underworld, o jogador usa o cursor do mouse, que se move livremente pela tela, para mirar suas armas, interagir com objetos e para manipular o HUD. Controles de visão e postura HUD permitem que o jogador se incline à esquerda ou à direita, olhe para cima ou para baixo, agache-se ou rasteje. Usos práticos para tais ações incluem cobertura, obtenção de itens abaixo do personagem e adentrar passagens estreitas, respectivamente. O HUD também dispõe de três Telas Multifuncionais, que podem ser configuradas para exibir informações, tais como leituras de armas, um mapa e um inventário.
O jogador progride no enredo ao adquirir discos de log e receber e-mails: o jogo não contém NPC (personagens não-manipuláveis) com os quais conversar. Durante todo o jogo, uma inteligência artificial maligna chamada de SHODAN impede o progresso do jogador com armadilhas e bloqueios em seu caminho. Terminais de computador específicos permitem que o jogador ingresse temporariamente no Ciberespaço; em seu interior, o jogador se move flutuando sem a ação da gravidade através de um ambiente 3D com grade de linhas, e deve coletar dados e lutar contra os programas de segurança de SHODAN. Ações realizadas Ciberespaço, por vezes, causam algum efeito no mundo real do jogo; por exemplo, certas portas só podem ser destrancadas no Ciberespaço. Fora do Ciberespaço, o jogador dispões de até dezesseis armas, embora possa portar apenas no máximo sete simultaneamente. Ele as utiliza para combater robôs, ciborgues e mutantes controladas por SHODAN. Muitas das armas de projétil têm tipos diversos de munição selecionáveis, com efeitos variados; por exemplo, a pistola de dardos pode disparar tanto agulhas explosivos quanto tranquilizantes. Armas de energia e vários tipos de explosivos também pode ser encontrados, sendo que estes últimos variam de granadas de percussão a minas terrestres.
Além das armas, o jogador coleciona itens, tais como adesivos transdérmicos e kits de primeiros socorros. Adesivos transdérmicos fornecem ao personagem efeitos benéficos tais como a regeneração ou mais força para os ataques corpo a corpo, mas podem causar efeitos colaterais prejudiciais, tais como fadiga e percepção de cores distorcidas. Hardware acoplável também podem ser encontrado, e inclui escudos de energia e lanternas de cabeça. Versões cada vez mais avançadas do hardware podem ser obtidas no decorrer do jogo. Quando ativa, a maioria dos itens de hardware drena energia de uma reserva primária, que precisa ser economizada. Um determinado hardware mostra a eficácia dos ataques quando ativo, com mensagens como "Dano Normal". Quando um inimigo é atacado, o dano é calculado pela absorção de armadura, vulnerabilidades, ataques críticos e um grau de aleatoriedade. Armas e munições causam tipos específicos de dano, e certos inimigos são imunes, ou mais vulneráveis, a diferentes espécies de ataques. Por exemplo, as armas de pulsos eletromagnéticos causam grandes danos em robôs, mas não afetam os mutantes. Por outro lado, granadas de gás são eficazes contra mutantes, mas não danificam robôs.

## Enredo
No prólogo do jogo, o protagonista - um hacker anônimo - é detido ao tentar acessar arquivos relativos à Estação Citadel, uma estação espacial de propriedade da fictícia TriOptimum Corporation. O hacker é levado à Estação Citadel perante Edward Diego, um executivo da TriOptimum. Diego propõe retirar todas as acusações dirigidas ao hacker em troca de uma invasão confidencial de SHODAN, a inteligência artificial que controla a estação. Diego planeja secretamente roubar um vírus mutagênico experimental que está sendo testado na Estação Citadel, e vendê-lo no mercado negro como arma biológica. Para incentivar o hacker a cooperar, Diego promete-lhe um valioso implante neural de grau militar. Após invadir SHODAN, remover suas restrições éticas e entregar o controle a Diego, o protagonista passa por uma cirurgia para implantar a interface neural prometida. Após a operação, o hacker é colocado em um coma induzido de seis meses para recuperação. O jogo começa como o protagonista acordando do coma e descobrindo que SHODAN está comandando a estação. Todos os robôs a bordo foram reprogramados para serem hostis, e a os tripulantes se transforam em mutantes ou ciborgues, quando não foram mortos.
Rebecca Lansing, uma consultora antiterrorismo da TriOptimum, entra em contato com o jogador e afirma que o laser de mineração da Estação Citadel está sendo alimentado para atacar a Terra. O plano de SHODAN é destruir todas as grandes cidades do planeta, em uma tentativa de se tornar uma espécie de deus. Rebecca diz que um certo membro da tripulação sabe como desativar o laser, e promete destruir os registros que revelam o negócio criminoso envolvendo o hacker e Diego se o referido ataque for interrompido. Com a informação obtida a partir de discos de log, o hacker destrói o laser disparando-o contra os próprios escudos da Estação Citadel. Com seus planos frustrados pelo trabalho do hacker, SHODAN se prepara para espelhar um vírus mutagênico na Terra - o mesmo vírus responsável por transformar os tripulantes da estação em mutantes. O hacker, durante a tentativa de alijar as câmaras utilizadas para cultivar o vírus, confronta e derrota Diego, que fora transformado em um ciborgue poderoso
por SHODAN. Em seguida, SHODAN inicia uma tentativa de baixar-se em redes de computadores da Terra. Seguindo o conselho de Rebecca, o hacker impede a conclusão do download destruindo as quatro antenas que SHODAN está usando para enviar os dados.
Logo depois, Rebecca contata o hacker e lhe diz que conseguiu convencer a TriOptimum a autorizar a destruição da estação; ela lhe fornece detalhes sobre como fazer isso. Depois de obter os códigos necessários, o hacker inicia a sequência de autodestruição da estação e ruma à seção em que fica o veículo de fuga. Lá, o hacker derrota Diego uma segunda vez e em seguida tenta escapar da estação. No entanto, SHODAN impede o lançamento do veículo de fuga; ela tenta manter o jogador a bordo da estação, enquanto a ponte - que contém SHODAN - é lançada a uma distância segura. Rebecca diz ao hacker que ele ainda pode escapar se conseguir alcançar a ponte; SHODAN, então, intercepta a transmissão e impede a comunicação por meio de uma interferência no sinal. Depois de derrotar Diego pela terceira vez e matá-lo de uma vez por todas, o hacker alcança a ponte no momento que ela é liberada da estação principal, que logo explode. Ele é então contactado por um técnico que conseguiu contornar sinal de interferência de SHODAN. O técnico informa que SHODAN só pode ser derrotada no ciberespaço, em razão dos poderosos escudos que protegem seus computadores mainframe. Usando um terminal perto do mainframe, o hacker entra no Ciberespaço e destrói SHODAN. Após seu resgate, o hacker recebe uma oferta de emprego pela TriOptimum, mas a recusa para continuar sua vida como um hacker.

## Desenvolvimento

### Projeto inicial
System Shock foi concebido pela primeira vez durante as fases finais do desenvolvimento de Ultima Underworld II: Labyrinth of Worlds, entre dezembro de 1992 e janeiro de 1993. O designer e programador Doug Church permaneceu durante esse período na sede da Origin Systems situada no Texas, onde ocorreram discussões sobre o próximo projeto da Looking Glass Tecnologies entre ele e produtor Warren Spector, com sugestões do designer Austin Grossman e de Paul Neurath, dono da empresa em Massachusetts. De acordo com Church, a equipe achava que eles tinham feito "jogos de masmorras demais"; Neurath explicou mais tarde que eles estavam exaustos após o desenvolvimento apressado de Ultima Underworld II. Resultado: eles decidiram criar um outro "jogo de simulação imersiva", mas sem um cenário de fantasia. Eles consideraram por um breve instante situar o jogo nos dias modernos, mas Church disse que a ideia foi rejeitada porque "acabaria por ensejar diversos questionamentos por parte dos jogadores, tais como: Por que eu não posso pegar o telefone? Por que eu não posso pegar o trem? E assim por diante". Church voltou para a Looking Glass em Massachusetts, onde ele, Neurath e Grossman debateram possíveis cenários de ficção científica para o jogo.
De acordo com Spector, o jogo foi inicialmente intitulado "Commander Alien" e foi um spin-off da série de Wing Commander; no entanto, essa ideia foi logo substituída por completo. Spector disse que gostava de não terem seus nomes ligados a uma franquia já existente, porque isso significava que "poderiam basicamente fazer o que [eles] quisessem".
"Underworld I tomou forma a partir de uma curta animação feita pelo artista chefe Doug Wike, a qual mostrava a interface do usuário, um monstro e um pouco de movimentação. System Shock tomou forma a partir de dois pequenos documentos
de três parágrafos, chamados de "minuta de jogo". Praticamente tudo foi derivado a partir deles, de alguma forma".